# Кривохижин, Геннадий Иосифович
Геннадий Иосифович Кривохижин (23 января 1902 года, г. Павлодар, Семипалатинская область — 6 апреля 1984 года, Житомир) — советский военачальник, генерал-майор (31 мая 1954).

## Начальная биография
Геннадий Иосифович Кривохижин родился 23 января 1902 года в Павлодаре.
Работал чернорабочим, линейным монтёром и линейным надсмотрщиком в почтово-телеграфной конторе Павлодара.

## Военная служба

### Довоенное время
22 октября 1923 года призван в ряды РККА и направлен на учёбу в 4-ю Курскую пехотную школу, откуда 13 сентября 1924 года переведён в 1-ю Ленинградскую пехотную школу, по окончании которой с сентября 1926 года служил в 1-м Кавказском стрелковом полку (1-я Кавказская стрелковая дивизия, Кавказская Краснознамённая армия), дислоцированном в Батуми, на должностях командира пулемётного взвода, командира взвода полковой школы, пулемётной роты и инструктора пулемётного дела. В 1929 году принимал участие в ликвидации вооружённых формирований под командованием Али-Султан-Болквадзе на территории Аджарии.
В декабре 1931 года Г. И. Кривохижин переведён а 4-й Кавказский стрелковый полк в составе той же 1-й Кавказской стрелковой дивизии, где служил командиром пулемётной роты и начальником полковой школы. В январе 1935 года полк был расформирован, а Г. И. Кривохижин назначен на должность помощника командира батальона связи этой же дивизии.
В мае 1936 года направлен на учёбу в Военную академию имени М. В. Фрунзе, после окончания которой в мае 1939 года майор Г. И. Кривохижин направлен в Забайкальский военный округ, где назначен помощником начальника 1-го отделения, а затем — начальником 2-го отделения оперативного отдела штаба округа.

### Великая Отечественная война
С началом войны находился на прежней должности.
В августе 1941 года назначен на должность заместителя начальника оперативного отдела штаба Забайкальского военного округа, в сентябре того же года переформированного в Забайкальский фронт, однако фактически исполнял должность начальника оперативного отдела.
С июня 1942 года служил заместителем начальника штаба Полевого управления Забайкальского фронта, с августа того же года — начальником штаба Управления тыла фронта, с 10 июня 1944 года — заместителем начальника тыла фронта, а с 8 марта 1945 года — командиром 36-й мотострелковой дивизии (85-й стрелковый корпус, 17-я армия, Забайкальский фронт). В июле дивизия под командованием полковника Г. И. Кривохижина передана в оперативное подчинение 7-му механизированному корпусу (6-я гвардейская танковая армия) и к 8 августа передислоцирована в район северо-западнее озера Бурдунур, и затем приняла участие в боевых действиях в ходе Маньчжурской и Хингано-Мукденской наступательных операциях во время Советско-японской войны.

### Послевоенная карьера
В октябре 1945 года направлен на учёбу в Высшую военную академию имени К. Е. Ворошилова, после окончания которой в апреле 1948 года назначен на должность начальника штаба 27-го стрелкового корпуса (13-я армия, Прикарпатский военный округ), в июле 1954 года — на должность 1-го заместителя начальника Управления боевой подготовки Прикарпатского военного округа, в январе 1957 года — на должность начальника штаба 13-й армии, а в декабре того же года — на должность заместителя командующего по боевой подготовке 8-й танковой армии.
Генерал-майор Геннадий Иосифович Кривохижин 10 февраля 1959 года вышел в запас. Умер 6 апреля 1984 года в Житомире.

## Награды
- Орден Ленина (20.06.1949);
- Три ордена Красного Знамени (03.11.1944, 14.10.1945, 30.04.1954);
- Медали;

- Иностранные медали.

## Сочинения
- Золотые звезды Полесья: Очерки о Героях Советского Союза / сост.: Г. И. Кривохижин, А. Ф. Носов, Д. Ф. Романов. — 1-е изд. — Киев: Политиздат Украины, 1972. — 471 с. — 10 000 экз.
- Золотые звезды Полесья: Очерки о Героях Советского Союза / сост.: Г. И. Кривохижин, А. Ф. Носов, Д. Ф. Романов. — 2-е изд., испр. и доп.. — Киев: Политиздат Украины, 1978. — 438 с. — 100 000 экз.
- Золотые звезды Полесья: Очерки о Героях Советского Союза / сост.: Г. И. Кривохижин, А. Ф. Носов, Д. Ф. Романов и др.. — 3-е изд., испр. и доп.. — Киев: Политиздат Украины, 1985. — 523 с. — 50 000 экз.
- Звезды солдатской славы: Очерки о полных кавалерах ордена Славы / Сост. Г. И. Кривохижин, Д. Ф. Романов; Предисл. В. Кавуна. — Киев: Молодь, 1980. — 157 с. — 30 000 экз.